# Dušan Bilandžić
Dušan Bilandžić (Maljkovo, 1924. július 20. – Zágráb, 2015. március 4.) horvát történész, politikus, akadémikus, egyetemi tanár.

## Élete
Dušan Bilandžić a Sinj melletti Maljkovóban született 1924-ben. A középiskola alsó tagozatát sinji Ferences Gimnáziumban, a felsőbb évfolyamokat az eszéki Gimnáziumban végezte. Még a háború előtt csatlakozott a kommunista ifjúsági mozgalomhoz, a SKOJ-hoz. 1942-től a szlavóniai partizán alakulatoknál harcosként és politikai komisszárként vett részt az antifatiszta felkelésben. Ugyanebben az évben csatlakozott a Jugoszláv Kommunista Párthoz. 1945 és 1960 között katonai szolgálatot látott el, közben 1949-től a Katonai Főiskola tanára, 1958-tól a belgrádi Katonai Akadémia történelem tanára volt. 1955-ben a Belgrádi Egyetem Jogi Karán szerzett diplomát. 
A hadseregből való kilépése után Bilandžić újságírásba kezdett, de hamarosan a szakszervezeteknél a Jugoszláviai Szakszervezetek Szövetségének Központi Tanácsában kapott állást, így 1965-ben Horvátország képviselőjeként beválasztották a Jugoszláv Szakszervezetek Központi Tanácsának elnökségébe. 1965-ben a Zágrábi Egyetemen szerzett közgazdasági doktori címet. Történészként a munkásönkormányzatok fejlődésének problémáját kutatta. 1965-67 között részmunkaidőben az eszéki Közgazdaságtudományi Karon tanított. 1967-ben Franjo Tuđman utódjaként a zágrábi „Munkásmozgalmi Történeti Intézet” igazgatója lett. A következő években több politikai tisztséget is betöltött. 1969–74-ben az JKSZ Központi Bizottsága Társadalomkutató Központjának igazgatója volt, 1968 és 1972 között a Horvát Kommunista Szövetség Központi Bizottságának tagja, valamint a Horvát Kommunista Szövetség Központi Bizottsága Végrehajtó Bizottságának tagja volt. 1974–1982 között országgyűlési képviselő. Egyike volt a kulcsembereknek, akik 1974-ben részt vettek az utolsó jugoszláv alkotmány megalkotásában. 1967-től adjunktusként, 1970-től docensként tanított a Zágrábi Egyetem Államtudományi Karán, melynek 1974-től nyugdíjazásáig, 1990-ig rendes tanára lett. Közben két ciklusban (1974 és 1978 között) az Államtudományi Kar dékánja volt.
Az Kommunista Párt reformszárnyához tartozott, részt vett a demokratikus átalakulás folyamatában és Horvátország állami függetlenségének megvalósításában, majd 1990-ben a Horvát Szocialista Köztársaság elnökségének tagjaként a köztársaság alelnöke lett. 1994-től 1996-ig a Horvát Köztársaság belgrádi diplomáciai képviseletén dolgozott. 
1980-ban a Horvát Tudományos és Művészeti Akadémia munkatársa lett, 1988-ban levelező tagjává választották, 1991-ben pedig a Horvát Tudományos és Művészeti Akadémia rendes tagja lett, ahol igen aktívan tevékenykedett. 2001-től 2006-ig a Társadalomtudományi Osztály titkára és a Horvát Tudományos és Művészeti Akadémia elnökségi tagja. Tagja volt a Horvát Örökség Alapítvány igazgatóságának. Tudományos érdemeiért a Horvát Hajnalcsillag rend Ruđer Bošković alakjával díszített kitüntetésében részesült, emellett elnyerte a Tudományos Állami Díjat is, amelyet a „Horvát újkori történelem” című kiemelkedő tudományos munkájáért kapott (Zágráb, 1999), tagja volt a Történelmi és Háborús Áldozatok Állami Bizottságának. 2009-ben a Horvát Fonat Renddel tüntették ki a Horvát Köztársaság fejlődéséhez és hírnevéhez, valamint polgárainak jólétéhez való különleges hozzájárulásáért.

## Munkássága
Dušan Bilandžić független Horvátország és a kommunista Jugoszlávia háború utáni időszakának talán legjelentősebb horvát társadalomtudósa és történésze volt. Már az 1980-as évek elején támadták az egységpárti, centralista erők, mert ellenezte az egységes Jugoszlávia politikáját, amely Josip Broz Tito halála után felerősödött. Mivel az 1981-es népszámlálás során nyilvánosan megkérdőjelezte a „jugoszláv” kategória nemzeti meghatározóként való érvényesülését, a 80-as évek közepén a belgrádi média szó szerint keresztre feszítette Bilandzicot, mint rejtett szeparatistát és „usztasát”.
A Jugoszláv Szocialista Szövetségi Köztársaság felbomlása során Bilandžić az első többpárti választáson eredménytelenül aktivizálódott újra az SDP listáján, majd az 1991 utáni időszakban horvátországi képviselő lett Belgrádban. Gyakori vendége volt az újságok hasábjainak és televíziós műsoroknak. Bilandžić történelmi érdeklődésének fő területe a kommunista Jugoszlávia, és ezen belül Horvátország, valamint a horvátok helyzete volt. A szakmai folyóiratokban megjelent számos cikkein és számos újságban megjelent rovatain kívül fő művei a „Historija SFRJ” (A Jugoszláv Szocialista Szövetségi Köztársaság története, 1978) és a „Hrvatska moderna povijest” (Horvátország modernkori története, 1999) voltak.
Számos vitairatot, több mint 20 tanulmányt és könyvet publikált a történelem, az etnikumok közötti kapcsolatok és a jugoszláv politikai intézmények fontosságáról.

## Fő művei
- Historija Socijalističke Federativne Republike Jugoslavije, (1. kötet 1978., 2. kötet 1979., 3. kötet 1985.)
- Teorija i praksa delegatskog sistema, 1979.
- Jugoslavija poslije Tita, 1985.
- Hrvatska između rata i samostalnosti, 1991.
- Hrvatska moderna povijest, 1999.
- Rat u Hrvatskoj i Bosni i Hercegovini, 1999.
- Propast Jugoslavije i stvaranje moderne Hrvatske, 2001.
- Povijest izbliza, 2006.

## Fordítás
Ez a szócikk részben vagy egészben  a   Dušan Bilandžić című horvát Wikipédia-szócikk ezen változatának fordításán alapul.  Az eredeti cikk szerkesztőit annak laptörténete sorolja fel. Ez a jelzés csupán a megfogalmazás eredetét és a szerzői jogokat jelzi, nem szolgál a cikkben szereplő információk forrásmegjelöléseként.